# Magic Journeys

Magic Journeys

Magic Journeys fut le premier film en relief créé par Walt Disney Imagineering pour un parc Disney : il date du début des années 1980.
Le film consiste en série d'images féériques sans relation directe les unes avec les autres. Elles étaient observées grâce au système de cinéma en relief, accompagnées par une chanson composée par les frères Sherman, intitulée comme le film Magic Journeys.
Le film a été réalisé et écrit par Murray Lerner et produit par Randy Bright.

## Les attractions

### Disneyland
Ce spectacle débute au Fantasyland Theater de Disneyland, en Californie, fin 1982 pour une courte durée : l'attraction Pinocchio's Daring Journey avait besoin de l'espace occupé, pour ouvrir en 1983. Le Fantasyland Theater a été nommé Mickey Mouse Club Theater jusqu'en 1964. Dès 1984, l'attraction rouvre au Magic Eye Theater de Tomorrowland. Elle ferme à nouveau en 1986 avec l'arrivée de Captain EO.
- Ouverture : novembre ou décembre 1982
- Fermeture : été 1986
- Cinéma :
  - Fantasyland Theater de Fantasyland jusqu'en 1983. 33° 48′ 48″ N, 117° 55′ 09″ O
  - Magic Eye Theater à Tomorrowland 33° 48′ 41″ N, 117° 55′ 02″ O
- Durée : 16 min
- Attractions précédentes :
  - Disneyland Flying Saucers (1961-1966)
  - Tomorrowland Stage (1966-1982)
- Attraction suivante :
  - Captain Eo (1986-1997)
  - Honey, I Shrunk The Audience à partir de 1998

### EPCOT
L'attraction ouvre à la fin de l'année 1982 dans le pavillon Imagination! avant d'être rejointe par Journey Into Imagination en mars 1983. Elle fut comme à Disneyland fermée en 1986 avec l'ouverture de Captain EO dans la même salle. Mais à la différence de sa consœur elle rouvrit au Magic Kingdom voir ci-dessous.
- Ouverture : 1er octobre 1982[2]
- Fermeture : 9 février 1986
- Cinéma : Magic Eye Theater à EPCOT
- Durée : 16 min
- Situation : 28° 22′ 21″ N, 81° 33′ 03″ O
- Attractions suivantes :
  - Captain Eo : 12 septembre 1986 au 6 juillet 1994
  - Honey, I Shrunk The Audience à partir de 1995

### Magic Kingdom
Après sa fermeture du parc d'EPCOT au profit de Captain EO, l'attraction Magic Journeys eut le droit à une nouvelle vie au sein du Magic Kingdom avant d'être remplacé par un spectacle sur Le Roi lion en 1994.
- Ouverture : 15 décembre 1987[2]
- Fermeture : 1er décembre 1993[2]
- Cinéma : Fantasyland Theater dans l'aile occidentale de Fantasyland
- Durée : 16 min
- Situation : 28° 25′ 12″ N, 81° 34′ 54″ O
- Attractions précédentes :
  - Mickey Mouse Revue 1971 - septembre 1980
- Attractions suivantes :
  - Legend of the Lion King juillet 1994 - 23 février 2002
  - Mickey's PhilharMagic septembre 2003

### Tokyo Disneyland
- Ouverture : 1985[2]
- Fermeture : 1987[2]